# Parc territorial de la rivière Fiumetto
Le Parc territorial de la rivière Fiumetto (en italien, Parco territoriale attrezzato Fiume Fiumetto) est un espace naturel protégé créé dans les Abruzzes en 1990. Elle située sur le territoire de Colledara, dans la province de Teramo,.

## Description
Il comprend une superficie d'environ 74 hectares le long du cours du fleuve Fiumetto offrant une diversité de paysage (cascades, fossés, marais, forêts…). À l'intérieur du parc se trouve le village médiéval de Castiglione della Valle.

### Flore
On y trouve des saules et des peupliers blancs en bord de rivière et, au-delà, des chênes pubescents, des frênes à manne et des charmes-houblon.

### Faune
La faune
est également très riche, à commencer par les oiseaux avec le pic vert, le grimpereau des bois, la mésange noire, la mésange charbonnière et la chouette effraie ; tandis que parmi les mammifères, on note le blaireau, la fouine et la mouffette.